# Rosa Benesch-Hennig
Rosa Benesch-Hennig (* 23. Februar 1903 in Wien als Rosa Hennig; † 7. Jänner 1986 in Tarrenz, Tirol) war eine österreichische Malerin.

## Leben
Rosa Hennigs zeichnerisches Talent wurde schon früh erkannt und gefördert und sie besuchte  Mal- und Zeichenkurse. Sie studierte an der Wiener Frauenakademie bei Hermann Grom-Rottmayer und von 1923 bis 1928 als eine der ersten Frauen an der Akademie der bildenden Künste Wien, wo Hans Tichy und Josef Jungwirth ihre Lehrer waren. Sie lebte inzwischen in Klosterneuburg. 1926 heiratete sie Moritz Benesch, den Sohn des Radierers und Malers Josef Ferdinand Benesch. Mit ihrem Mann unternahm sie Studienreisen nach London, Krakau, Nürnberg, Berlin sowie nach Bulgarien und Spanien. Durch die Ereignisse des Zweiten Weltkriegs gelangte Rosa Benesch nach Tirol, wo sie in Tarrenz ansässig wurde und bis zu ihrem Tod lebte.
Rosa Benesch malte Porträts, Landschaften, Stillleben und Genrebilder in Öl und Aquarell. In Tirol wandte sie sich der Freskomalerei zu und schuf über 150 Fresken und Sgraffiti an Hausfassaden im Tiroler Oberland mit bäuerlichen Szenen, Heiligendarstellungen, geschichtlichen Themen oder dekorativen Elementen wie Fensterumrahmungen. Daneben war sie auch als Restauratorin tätig.

## Werke

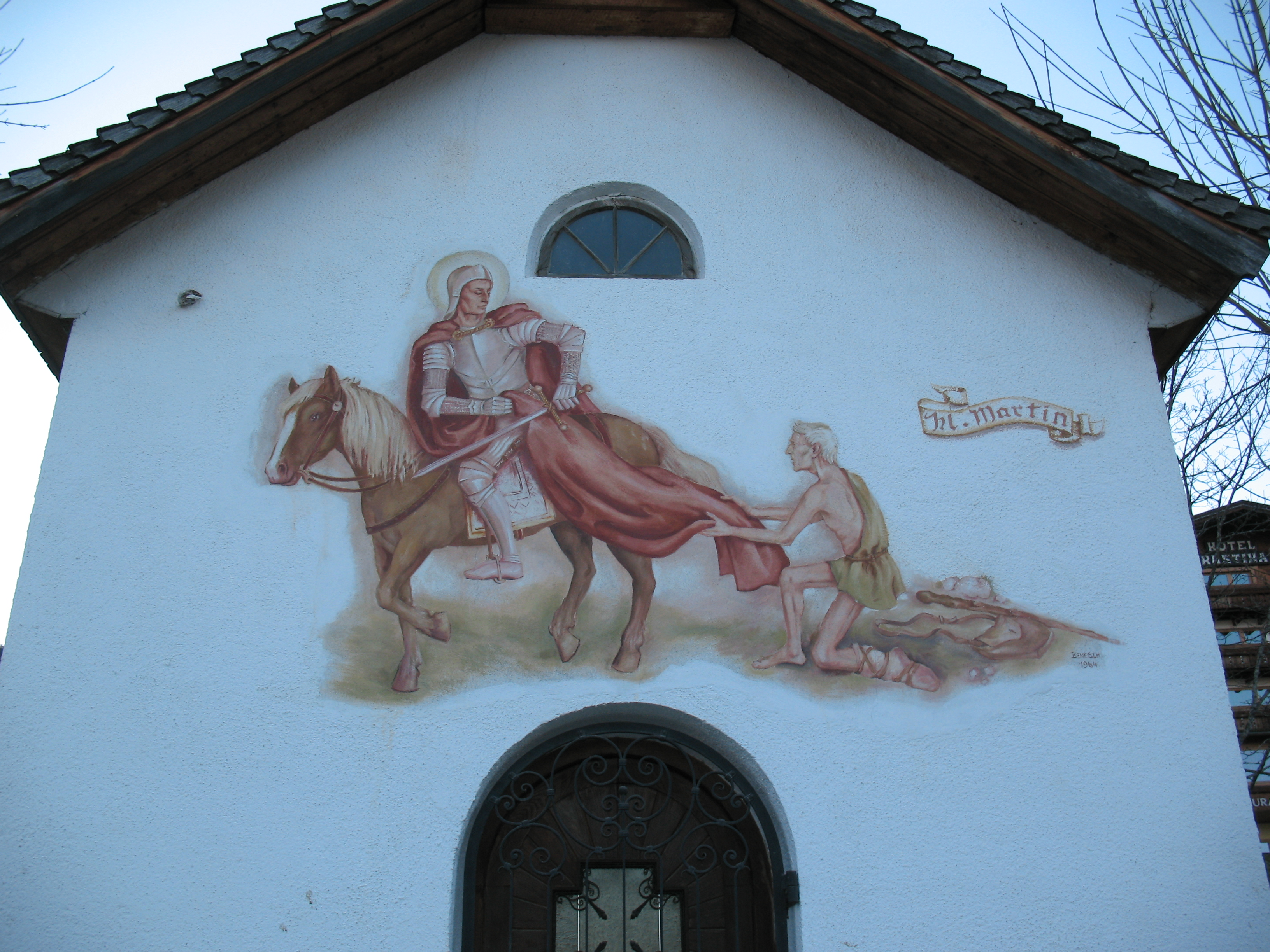
Wandbild hl. Martin an der Martinskapelle Lermoos (1964)

- Fresko hl. Florian als Beschützer des Dorfes, Feuerwehrgerätehaus Tarrenz, um 1960[3]
- Wandgemälde hl. Martin mit dem Bettler, Martinskapelle Lermoos, 1964[4]
- Wandbild Hl. Franziskus, Kreuzgang des Kapuzinerklosters Feldkirch, 1969
- Fresko Madonna mit Kind, Haus am Tosn, Tarrenz[5]